# Little Big Adventure
Denna artikel handlar om datorspelet Little Big Adventure. För musikgruppen med samma namn, se Little Big Adventure (musikgrupp).

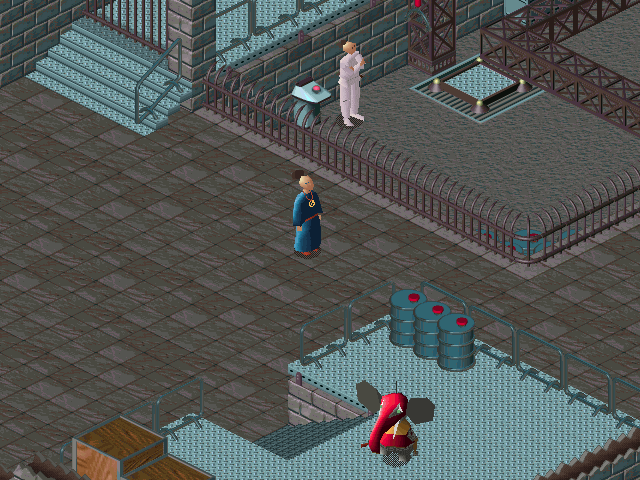
En av scenerna i Little big Adventure.

Little Big Adventure (LBA) är ett datorspel utvecklat av Adeline Software International som i sin ursprungsversion släpptes 1994, i Europa av Electronic Arts (EA) och i USA av Activision under titeln Relentless: Twinsen's Adventure. Den första utgåvan såldes i över 400 000 kopior världen över. Spelet släpptes både på CD-ROM och diskett, den förstnämnda versionen med avsevärt mer avancerade filmscener, musik och röster. Spelet blev senare porterat till Playstation i en utgåva för Europa och Japan.
Spelet har en uppföljare vid namn Little Big Adventure 2 (kallat Twinsen's Odyssey i USA).

## Spelets uppbyggnad
Little Big Adventure spelas ur ett 3D-isometriskt perspektiv där alla figurer och fordon är riktiga 3D-objekt, medan resten av spelet är baserat på så kallade sprites. Spelfältet är uppdelat i scener, och handlingen i en scen pausas när spelaren går till en annan scen. Spelvärlden består av 11 olika öar och över 120 scener, inklusive en öken, snöbeklädda berg, och en underjordisk stad.
Spelfiguren styrs med piltangenterna och har fyra olika beteendelägen som användaren kan växla mellan. Beroende på vilket beteende som valts kan samma tangenter användas för flera olika kommandon.